# FUTURE (Sound Scheduleのアルバム)
『FUTURE』（フューチャー）は、Sound Scheduleのメジャー5作目（通算6作目）のアルバム。2012年9月15日にDANGUY RECORDSより発売された。

## 概要
前作『Place』から約1年ぶりにリリースされたオリジナルアルバムである。ボーナストラックであるラジオ番組から生まれた「スマイル」含め5つの新曲と、オフィシャルサイトで行われたファン参加企画「私が選ぶサウスケBest Song!」をもとに選ばれた別バージョン含む既発曲による構成となっている。CDとDVDの2枚組の形態でリリースされており、DVDには「グッドモーニング」のミュージックビデオとメイキングと、2011年に行われたLive Tour「PLACE」の渋谷WWWでの東京公演のダイジェスト映像が収録されている。
アルバムの1曲目に収録されている「グッドモーニング」は、2012年7月25日からiTunesにて先行配信がなされた。

## 収録曲

### CD
1. グッドモーニング [5:00]
作詞・作曲：大石昌良
編曲：Sound Schedule
新曲。前述の通り、アルバムリリースに約2か月先立って配信リリースされた[4]。
2. エイリアン [4:43]
作詞・作曲：大石昌良
編曲：Sound Schedule
新曲。
3. その愛を止めないで [4:04]
作詞・作曲：大石昌良
編曲：Sound Schedule
新曲。
4. 僕らの足跡〜はじめのいっぽ〜 [3:58]
作詞：大石昌良
作曲：川原洋二
編曲：Sound Schedule
新曲。
5. コモリウタ（カセットver） [5:03]
作詞・作曲：大石昌良
編曲：Sound Schedule
デビュー前にタワーレコード大阪梅田・心斎橋・神戸店限定で販売されたカセットシングルをリマスタリングしたもの[5]。
6. さらばピニャコラーダ [3:38]
作詞・作曲：大石昌良
編曲：Sound Schedule
7. 僕らの行方 [5:34]
作詞：大石昌良
作曲：沖裕志
編曲：Sound Schedule
8. 結末のない二人 [4:50]
作詞・作曲：大石昌良
編曲：Sound Schedule
9. ハイライト [5:07]
作詞：大石昌良
作曲：川原洋二
編曲：Sound Schedule
10. エピローグ [4:33]
作詞・作曲：大石昌良
編曲：Sound Schedule
11. コンタクト [5:05]
作詞・作曲：大石昌良
編曲：Sound Schedule
12. コンパス（アコースティックver） [4:36]
作詞：大石昌良
作曲：川原洋二
編曲：Sound Schedule
13. 同じ空の下で [4:45]
作詞：大石昌良
作曲：川原洋二
編曲：Sound Schedule
14. スマイル（ボーナストラック） [3:12]
作詞：吉竹史
作曲：大石昌良
編曲：Sound Schedule
2011年9月にSound ScheduleがMBSラジオの番組「MBSうたぐみ Smile×Songs」にマンスリーゲストとして出演した際に制作された楽曲[注 1][6]。

### DVD
1. グッドモーニング（Music Video）
2. 2011.9.17 渋谷WWW Live&Document
3. The making of グッドモーニング